# Wickepin Shire
Wickepin Shire är en region i Australien. Den ligger i delstaten Western Australia, omkring 190 kilometer sydost om delstatshuvudstaden Perth.  Antalet invånare var 690 vid folkräkningen 2021.
Följande samhällen finns i Wickepin Shire:
- Wickepin
- Yealering
- Dudinin